# ヴァシリー・グロスマン

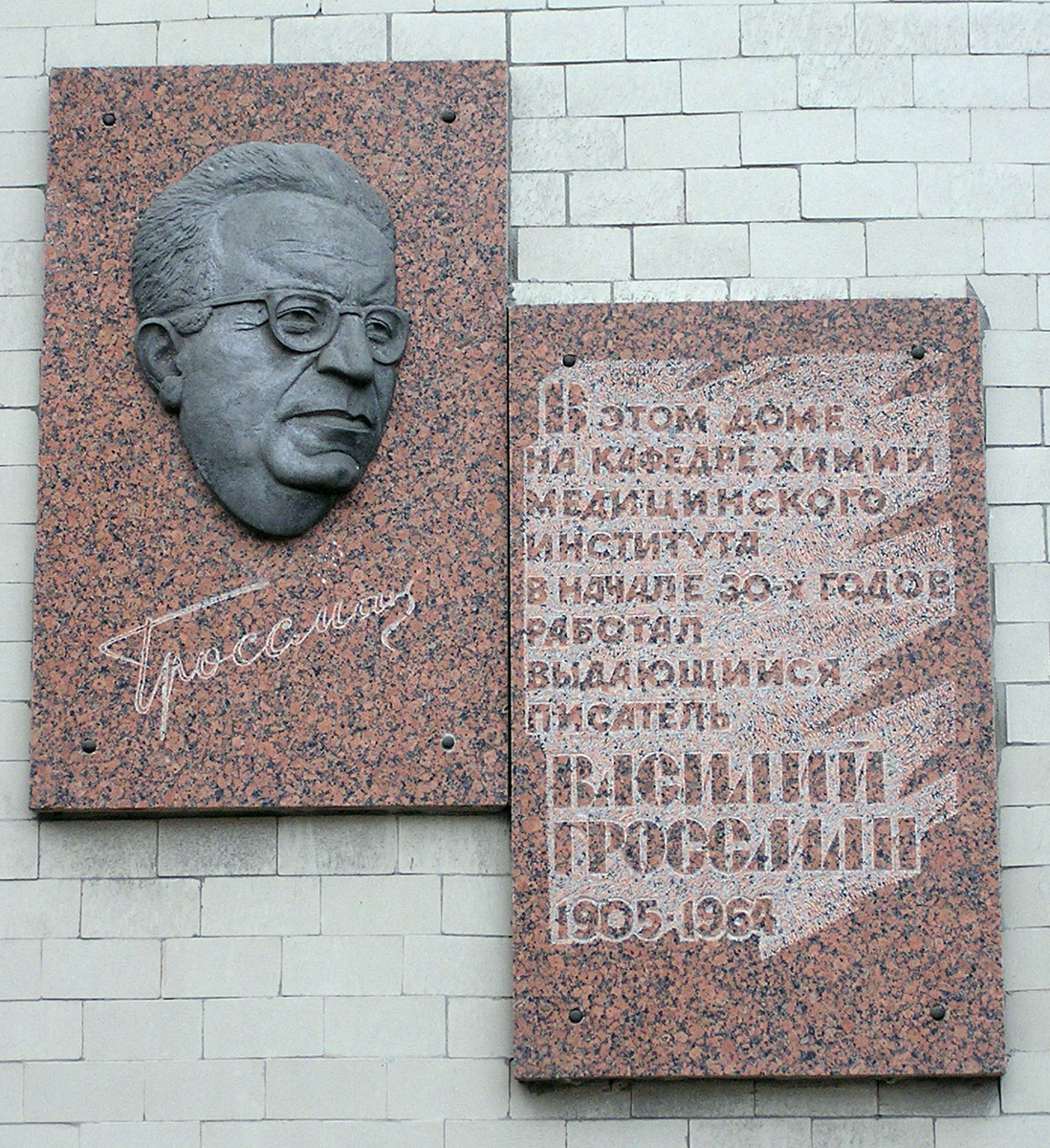
ドネツクに設置されている記念プレート

ヴァシリー・セメノヴィチ・グロスマン（ロシア語: Василий Семёнович Гроссман, ウクライナ語: Василь Семенович Гроссман, ラテン文字転写：Vasily Semyonovich Grossman, 1905年12月12日 - 1964年9月14日）は、ソ連の作家、ジャーナリスト。ウクライナ生まれ。

## 生涯
1905年12月12日、ウクライナのベルディーチウ市に生まれる。ヴァシリーが子供の頃に、両親は離婚し、母親と共に2年間スイスで暮らす（第一次世界大戦勃発前）。1918年、故郷に戻り、1923年にモスクワ大学に入学する。1928年に結婚し、1930年1月に娘が生まれる。ヴァシリーの結婚生活はうまく行かず、1935年には、不倫にいそしむようになる。ヴァシリーは1930年に大学を卒業し、スターリノ(ドネツク)で鉱山技師となる。1932年より、作家として小説を発表する。
独ソ戦勃発後、ヴァシリーは、ソ連赤軍に志願し、東部戦線（ソ連側からすると西部戦線）を転々とし、スターリングラード攻防戦にも従軍し、取材ノートをまとめる。ヴァシリーはマイダネク収容所とトレブリンカ強制収容所にも足を踏み入れ、その惨状を取材した。ヴァシリーは、ソ連軍による虐殺行為や集団レイプを記録していた。
戦後になると、ヨシフ・スターリンの反ユダヤ主義が強まる中、著作の検閲を受けるようになり、独ソ戦を題材にした三部作『人生と運命』などは生前に発表される機会を得なかった。1964年に胃癌で死去。58歳没。

## 著作
- 『スターリングラード』黒田辰男訳、七星書院、1947年
  - 『スターリングラード』（上中下） 園部哲訳、白水社、2024年3月-7月。ロバート&エリザベス・チャンドラー 校訂
- 『万物は流転する…』中田甫訳、勁草書房、1972年
  - 『万物は流転する』齋藤紘一訳、みすず書房、2013年、新版2022年
- 『人生と運命』（全3巻） 齋藤紘一訳、みすず書房、2012年、新版2022年 - 第49回日本翻訳文化賞受賞
- 『システィーナの聖母 ワシーリー・グロスマン後期作品集』齋藤紘一訳、みすず書房、2015年
- 『トレブリンカの地獄 ワシーリー・グロスマン前期作品集』赤尾光春・中村唯史訳、みすず書房、2017年